# Aula

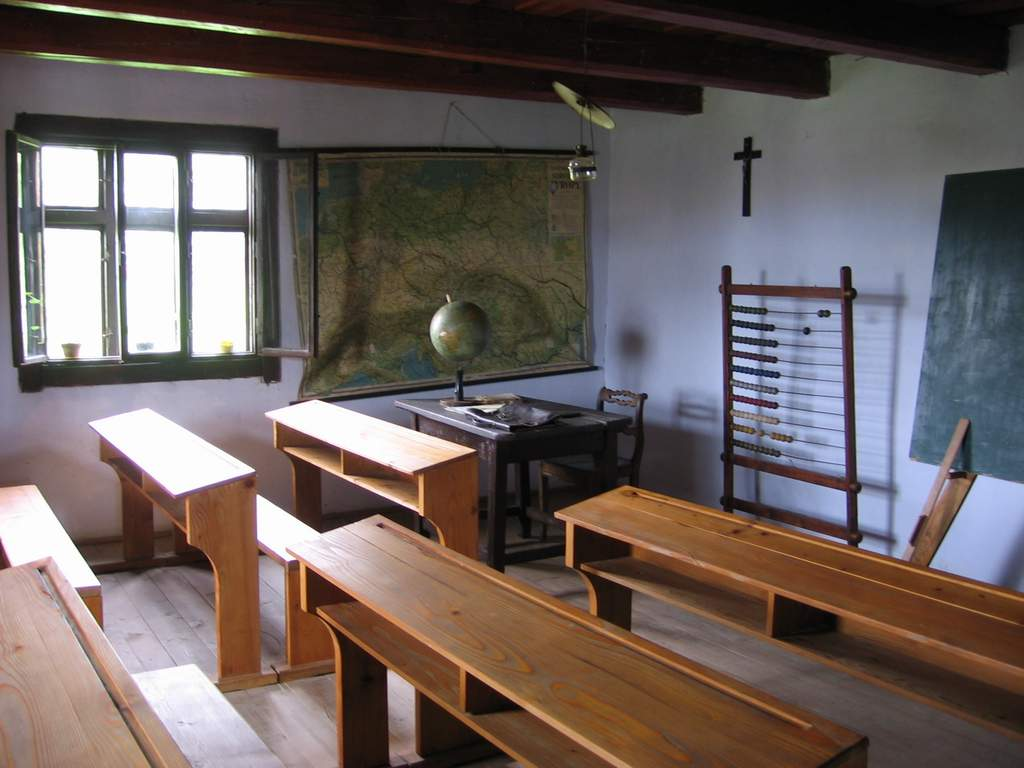
Aula tradicional.

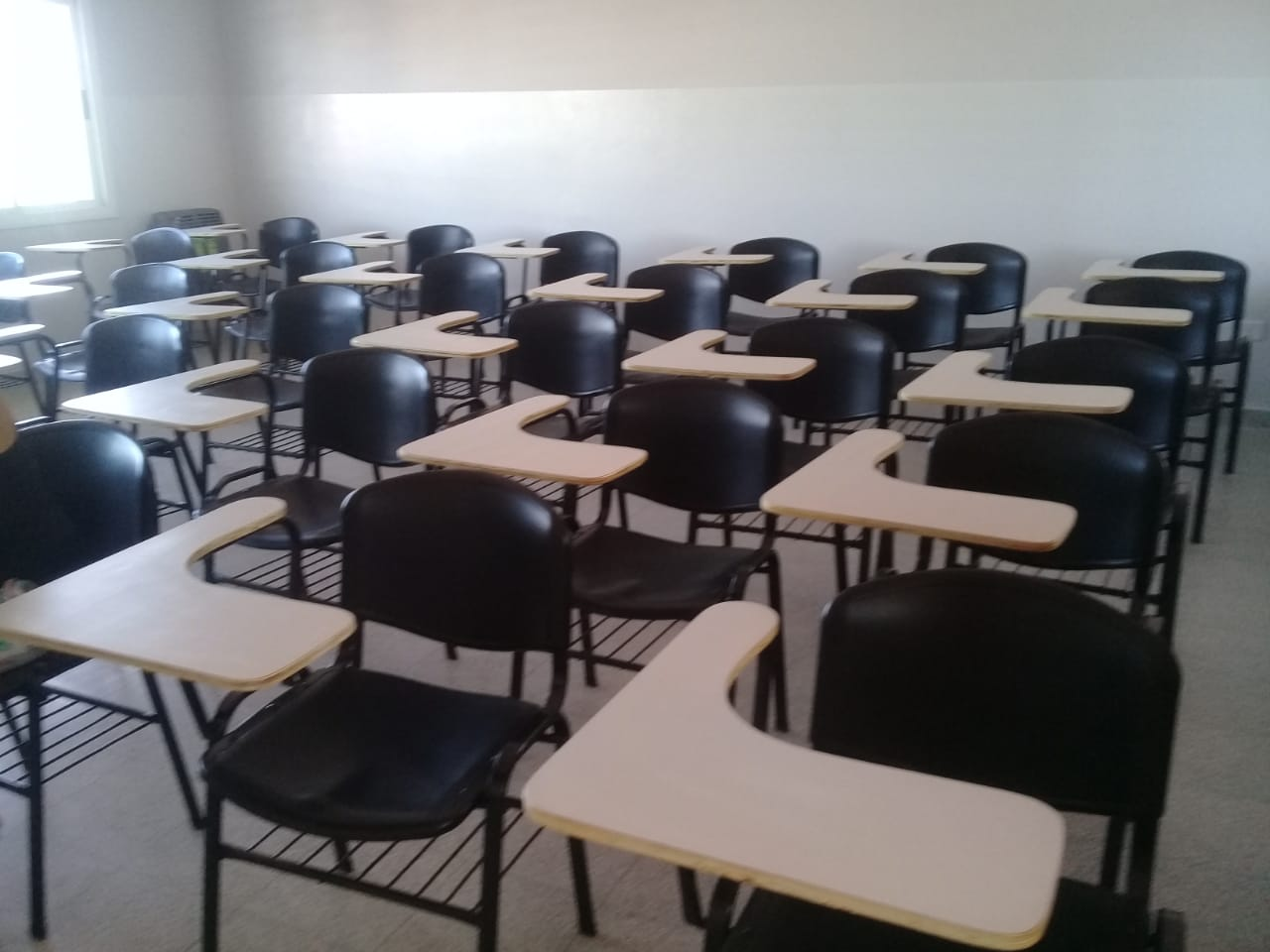

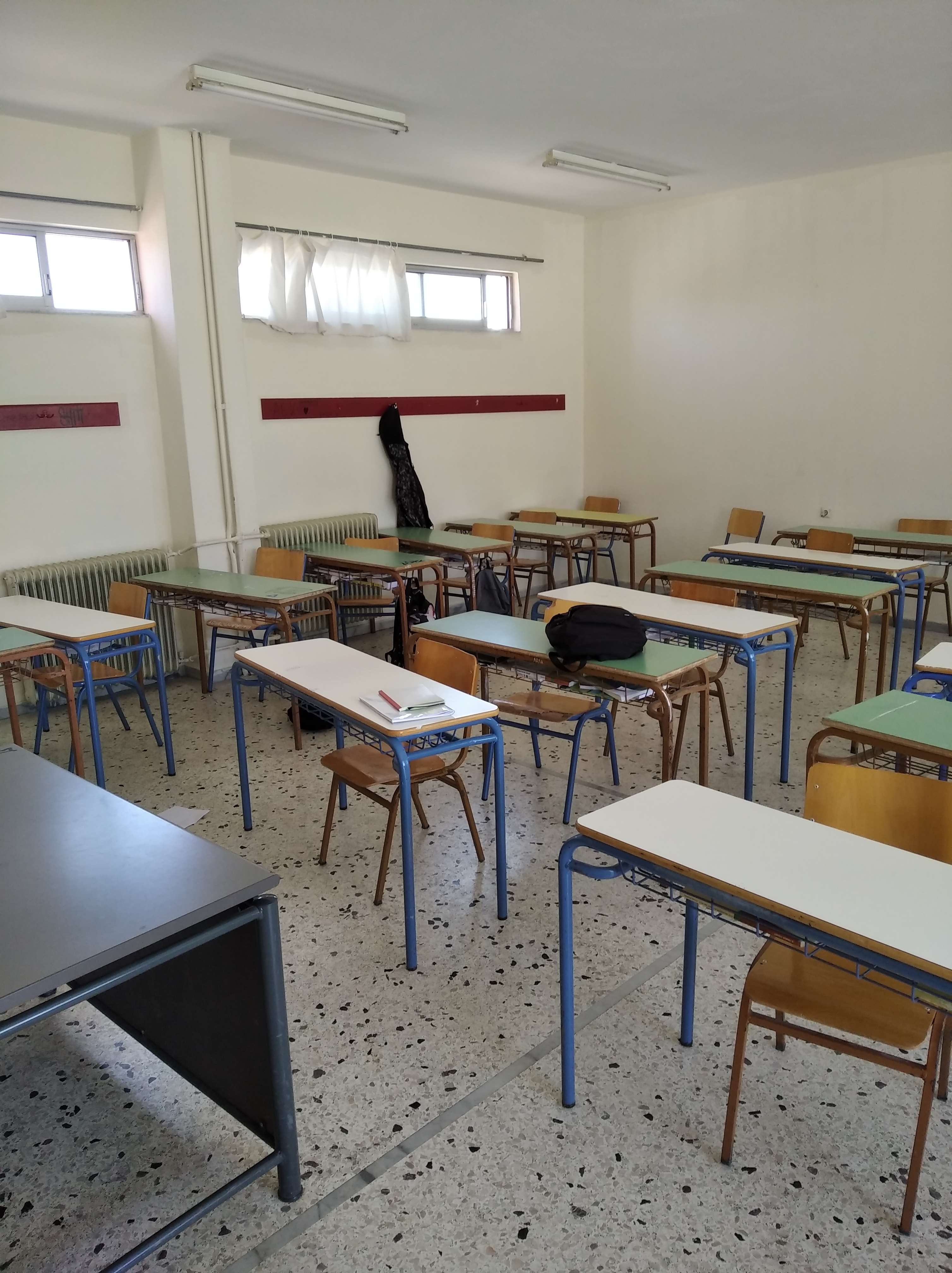
Un aula en escuela griega

Un aula es un salón de un edificio que se destina a actividades de enseñanza, y es la unidad básica de todo recinto destinado a la educación.
Un aula debe proporcionar el ambiente apropiado para el aprendizaje de los estudiantes que la utilizan. Esto incluye:
- Una correcta disposición de las sillas o bancos que se orientan hacia el fondo de la clase donde se sitúa el profesor.
- Fácil localización de los recursos de aprendizaje (pizarra, corcheras, armarios con libros, etc).
- Otros aspectos ambientales tales como iluminación y temperatura.

Los requisitos exactos, no obstante, pueden variar enormemente de acuerdo al país o a los recursos económicos.
La mayoría de las aulas disponen de cierto material de gran superficie sobre el cual el profesor o el instructor puede escribir notas para que la clase las vea. Este adoptaba tradicionalmente la forma de una pizarra negra o, más recientemente, verde, sobre la que se utiliza tiza blanca (u, ocasionalmente, de otros colores). Sin embargo, esto se ha ido transformando, al ser sustituidas por hojas de notas, pizarras blancas o actualmente con la llegada de las TIC por pantallas digitales interactivas, ordenadores y tabletas. Muchas aulas cuentan también con un sistema para proyectar diapositivas u otro tipo de información.

## Clima de aula

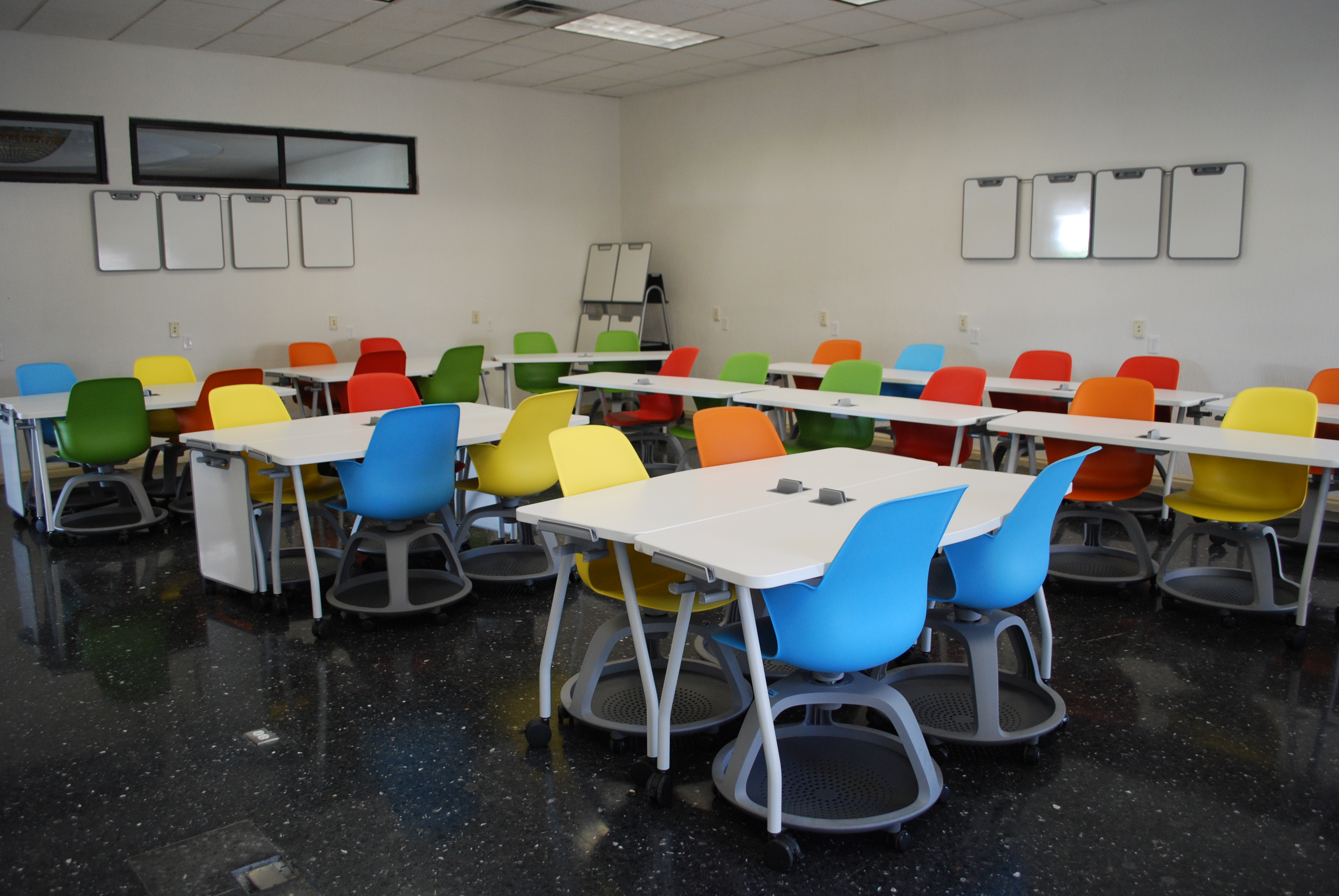
Aula con muebles no-fijados en Instituto Tecnológico y de Estudios Superiores de Monterrey, Campus Ciudad de México

Cabe señalar que, desde una concepción tradicional del aula, esta se entiende como un espacio en el que deben observarse estrictamente las normas institucionales, mientras que el docente es considerado la figura central, poseedor del conocimiento y responsable de su transmisión. En este marco, el profesor ejerce autoridad y representa la fuente legítima del saber, orientando sus intervenciones a mantener el orden, fomentar la disciplina y captar la atención del estudiantado. No obstante, a través de su lenguaje y expresiones no verbales, también puede influir en la valorización o desvalorización de los alumnos y alumnas. A su vez, se espera que los estudiantes se ajusten plenamente a las reglas impuestas en el entorno escolar —como el silencio, la organización y el seguimiento del ritmo de aprendizaje— como condición necesaria para acceder al conocimiento. En consecuencia, el clima del aula bajo esta perspectiva tiende a caracterizarse por su rigidez, control y autoritarismo.
El papel docente cobra un importante sentido en la conformación del clima social del aula, tanto si se trata de niveles educativos primarios, secundarios o universitarios.
Por otra parte, hay también factores propios de la institución educativa, relativos a la estructura (patios, jardines, áreas de trabajo, canchas, sodas, entre otros) y a la organización (recesos, tiempo libre, talleres y otros) los cuales, tanto a nivel de primaria como de secundaria o universidad, se constituyen como factores que inciden en el clima de aula y, por tanto, en el aprendizaje.  

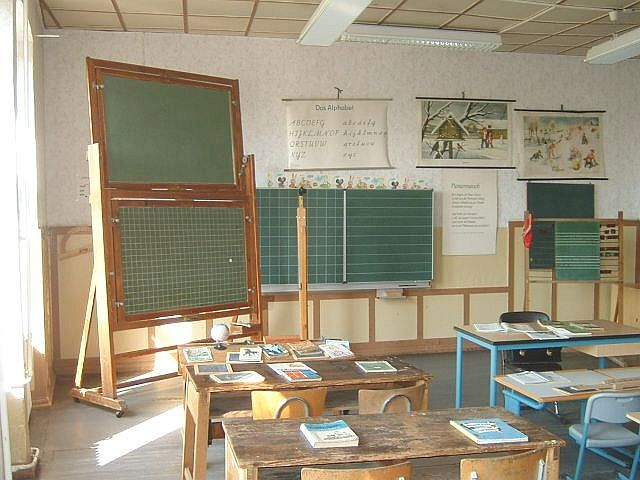
Clase con varias pizarras.

El rol del docente adquiere una relevancia fundamental en la configuración del clima social del aula, independientemente del nivel educativo —ya sea primario, secundario o universitario—, dado que su accionar influye directamente en las dinámicas interpersonales y en el ambiente de aprendizaje.
Asimismo, existen factores institucionales que también inciden en dicho clima, los cuales pueden clasificarse en aspectos estructurales —como los patios, jardines, espacios de trabajo, canchas o áreas de alimentación— y aspectos organizativos —como los recesos, tiempos libres, talleres u otras actividades complementarias—. Estos elementos, presentes en todos los niveles educativos, tienen una influencia significativa en la experiencia escolar y, por ende, en los procesos de enseñanza y aprendizaje.
Puede, por tanto, indicarse que el clima social es el resultado, entre otros factores, del conjunto de interacciones, vivencias, aspectos estructurales, emocionales y motivacionales que influyen en el proceso de aprendizaje. Según sea la relación que se establezca entre dichos factores, así serán las características del clima de aula, la influencia que ejerza sobre cada alumno y alumna y sus reacciones hacia el aprendizaje.
Cada docente responde, con sus creencias y su actuar, a su concepción de enseñanza y aprendizaje, a la vez que va conformando un tipo de interacción en el aula, por ello, reflexionar acerca de dichos aspectos es importante para comprender las características específicas del clima de aula. 

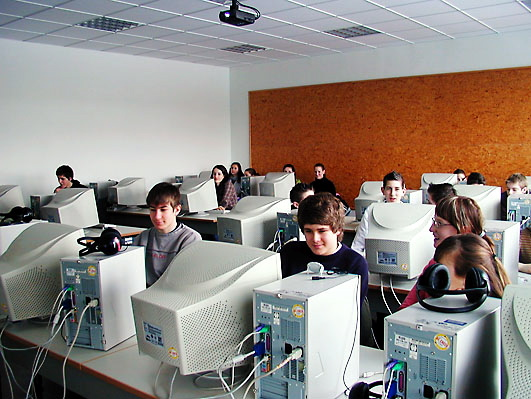
Aula con ordenadores

La clase es el lugar de encuentro de un socio-grupo de alumnos y alumnas con el profesor y profesora, la amplitud del aula media las posibilidades de interacción, pero también coadyuva a que entre todos exista un clima ágil de participación o de pasividad. Lo primero se incentiva cuando el docente o la docente a cargo del curso corrige, explica y les induce al avance no solo para desarrollar mecanismos de aprendizaje, sino también para la construcción de conceptos y de interacciones saludables.
Los tipos de aulas que podemos encontrarnos en los colegios pueden o no favorecer el proceso de enseñanza aprendizaje, para ello, hay que tener en cuenta los agentes internos y externos (como la colocación de las mesas, el ambiente en clase, el contexto en el que se sitúa el centro...). La distribución del aula puede ser individual (con varias filas de pupitres donde solo se siente un alumno/a), por parejas (filas compuestas por dos pupitres) o grupales (varias mesas dispuestas de manera que los niños/as puedan trabajar por grupo las actividades de clase). Los tipos de mesas pueden ser o bien pupitres básicos o con mayor movilidad donde el alumno/a pueda mover la mesa con facilidad gracias a ruedas incorporadas en las patas. 

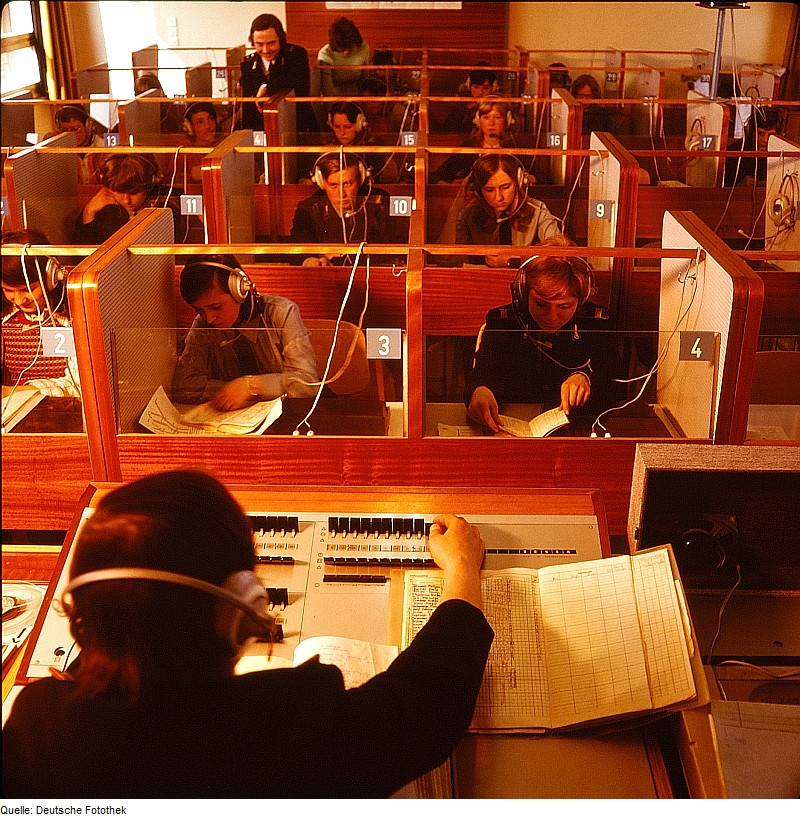
Aula de idiomas

El aula debe disponer de los recursos necesarios para facilitar el aprendizaje (pizarras digitales o de tiza, algún ordenador para consultar dudas o bien libros y enciclopedias, etc). El color de las paredes del aula debe ser un color que motive a los alumnos/as, además de estar decorada y que presente tablones donde se puedan exponer los trabajos. Es importante que se dé la innovación en las aulas escolares ya que la innovación que requiere de ambientes físicos apropiados, una biblioteca, videoteca, laboratorios especializados, centros de cómputo y por qué no, aulas interactivas con toda la tecnología del milenio; con acceso a Internet, pizarras digitales, empleo de recursos multimedia, aunque parezca una utopía este sueño debe ser realidad si queremos tener una educación innovadora y de cambio.

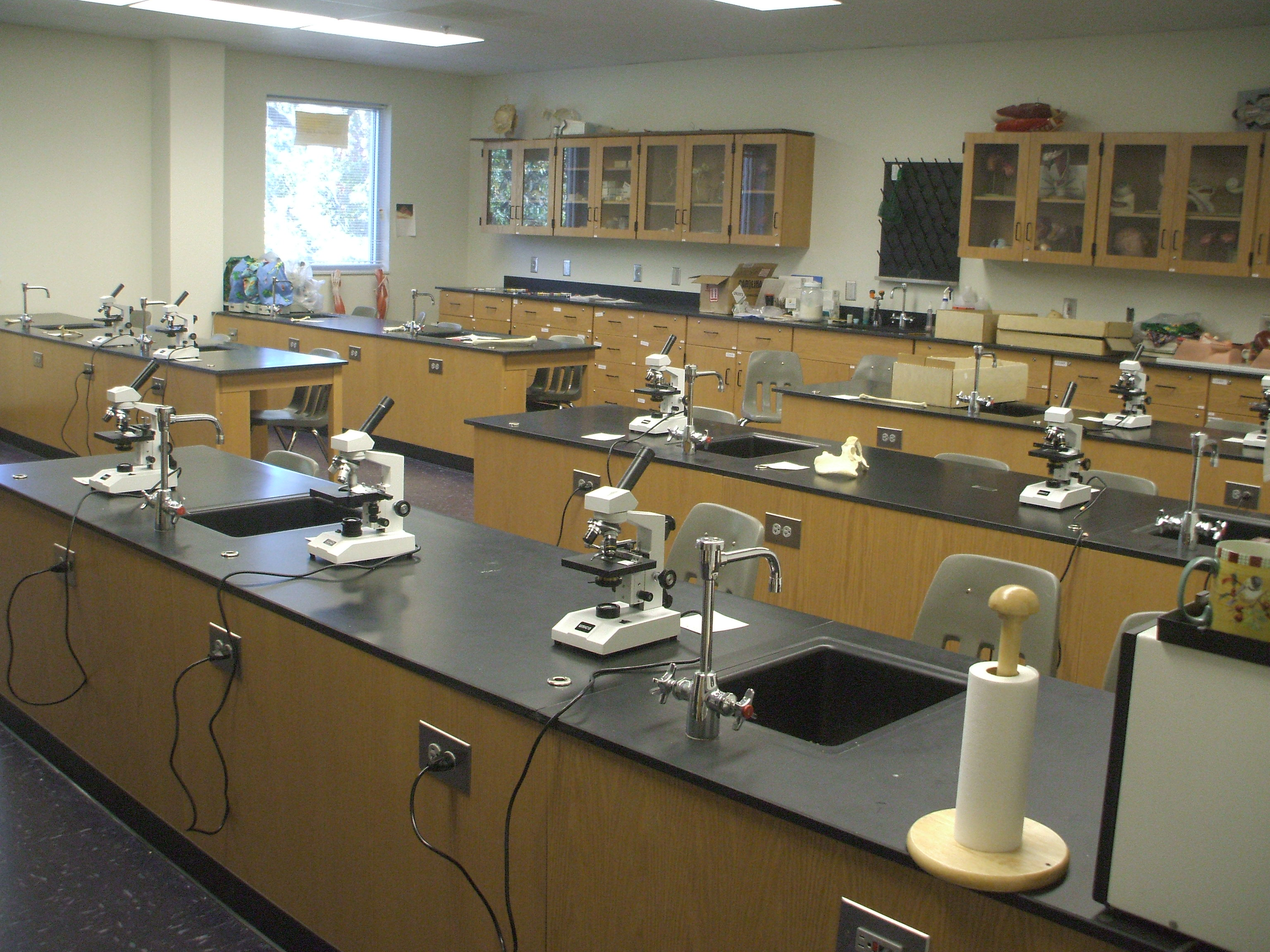
Laboratorio

Existen factores tanto endógenos, como exógenos, que van determinando las vivencias en las instituciones educativas. Es así como la influencia de la familia, del ambiente de la comunidad, de las características personales y profesionales de las docentes y los docentes, de la cultura y, de igual manera, las características, condiciones y desempeño de los estudiantes y las estudiantes, van marcando las pautas de las experiencias educativas, sociales y emocionales que se desarrollan en las aulas, las cuales, en gran medida, conforman el clima característico de las instituciones educativas. Aunque en las relaciones verticales (profesor/alumno) el poder se concentra en el docente, este –dependiendo de sus concepciones acerca de los procesos de enseñanza y aprendizaje, de su estructura de personalidad, de sus valores, entre otros aspectos– puede flexibilizar sobre dichas relaciones y permitir un clima de aula más apropiado para el desarrollo integral del estudiantado. 
Es notable que en el aula, independientemente del nivel educativo del cual se trate, se presentan las interacciones verticales y las horizontales. Es adecuado que el docente comprenda que este tipo de relaciones siempre se van a establecer y que, dependiendo de su comprensión, de su personalidad y de sus estrategias, dichas interacciones pueden tomar un giro positivo o uno negativo y que las implicaciones educativas de esto son muchas e importantes. El salón de clase, en este caso en particular, el aula universitaria, es el entorno físico-humano en el cual se llevan a cabo los procesos de enseñanza y aprendizaje desde una óptica institucionalizada. Justamente por esta razón, se espera que se establezcan dinámicas relacionales apropiadas, no solo entre el espacio físico del cual se dispone, del número de estudiantes en la clase, sino también entre factores tales como mobiliario, niveles de ruido interno y externo y también las características de personalidad tanto de alumnos como de docentes y las interacciones que entre ellos se establecen.
Una revisión sistemática de 148 informes de 41 países examina el impacto del tamaño de las aulas sobre el rendimiento académico. Los resultados obtenidos sugieren que una reducción en el tamaño de la clase mejora la comprensión lectora, aunque de forma leve. Por su parte, no existe un efecto significativo sobre el rendimiento en matemáticas, incluso puede existir un impacto no deseable sobre algunos estudiantes. Dado lo costoso que resulta reducir el tamaño de las aulas, es fundamental hacer más estudios que permitan realizar una mejor asignación de los recursos financieros.

## Galería

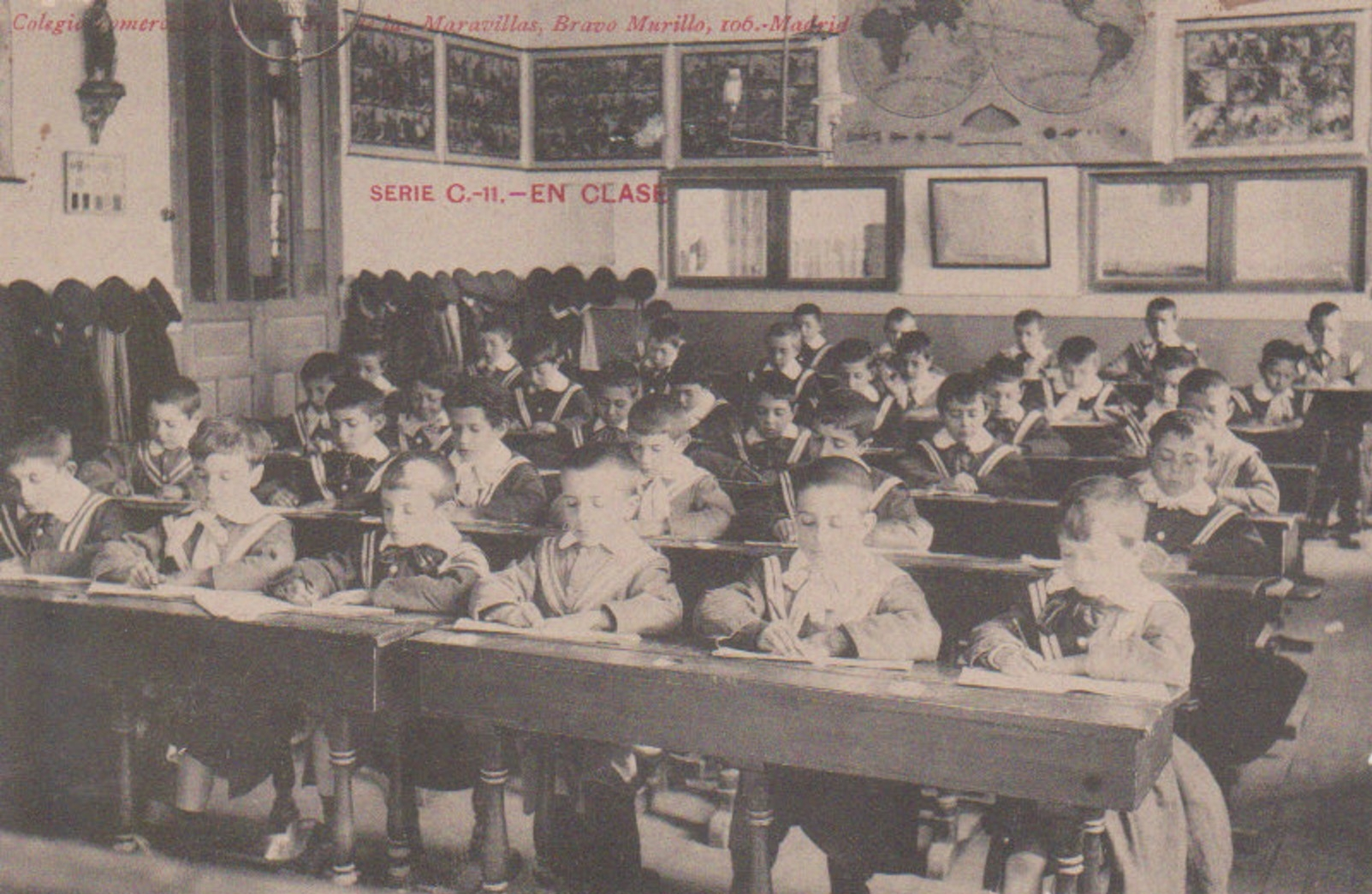
Antigua clase en España (principios s.XX)
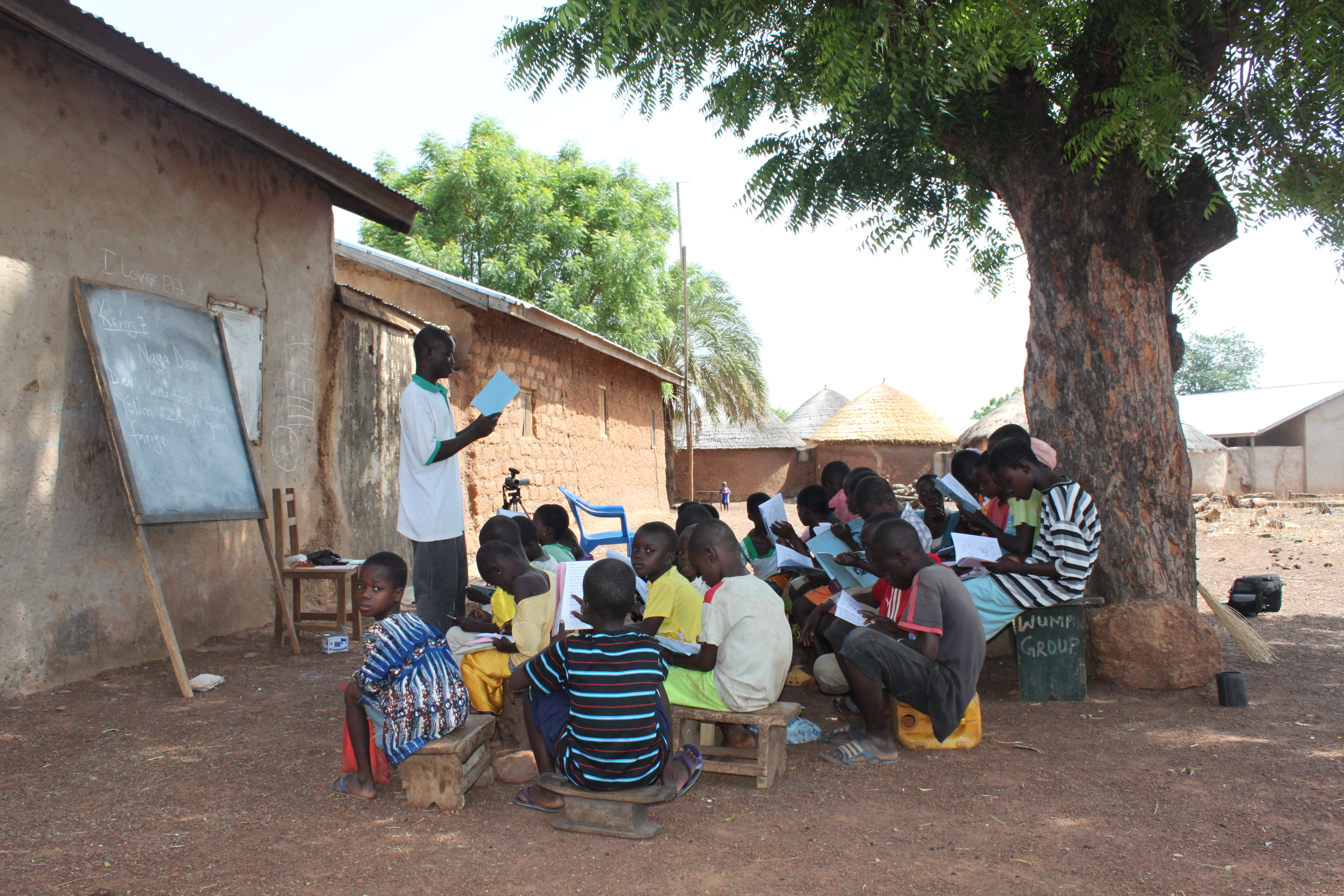
Aula al aire libre en Ghana
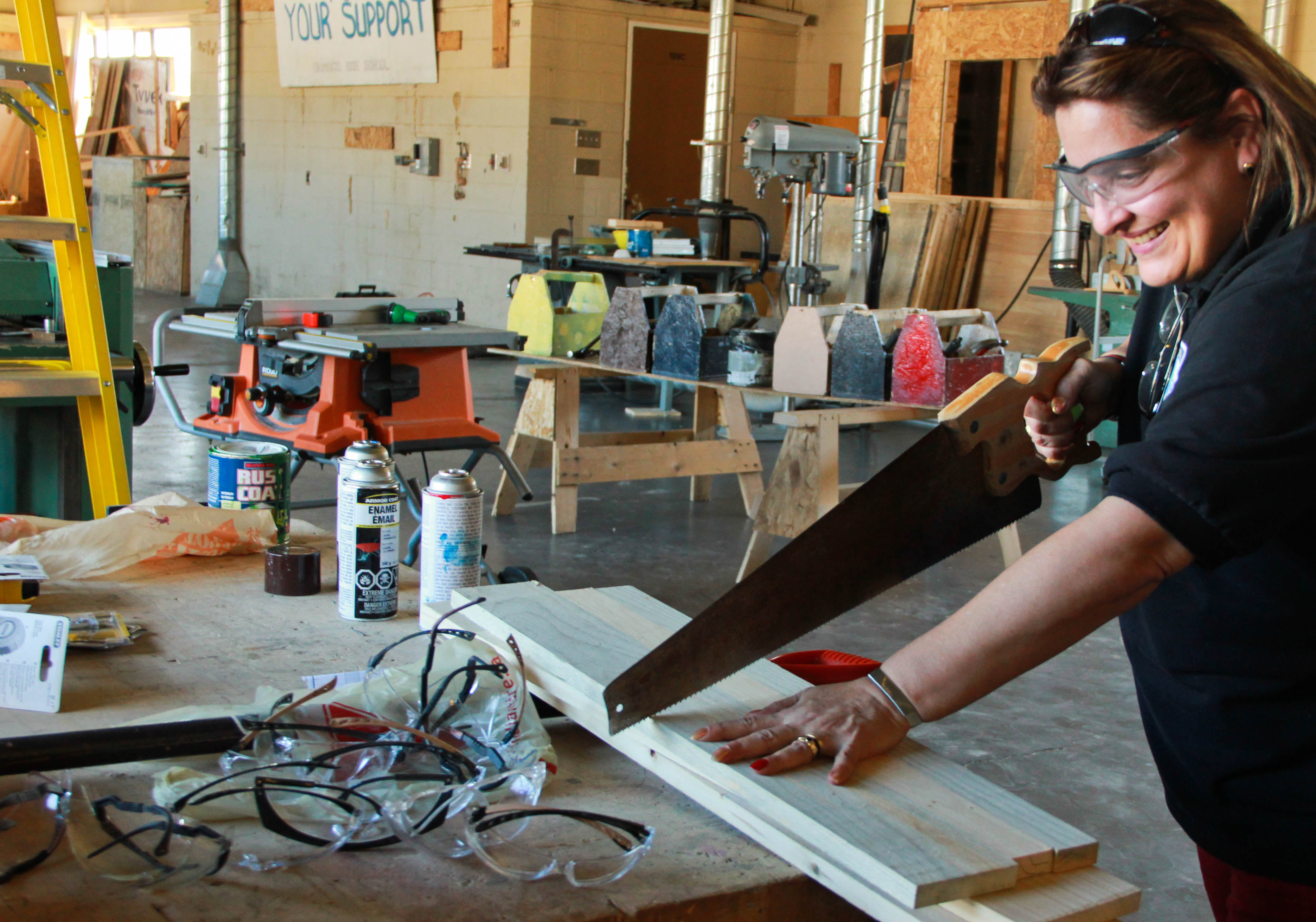
Clase taller
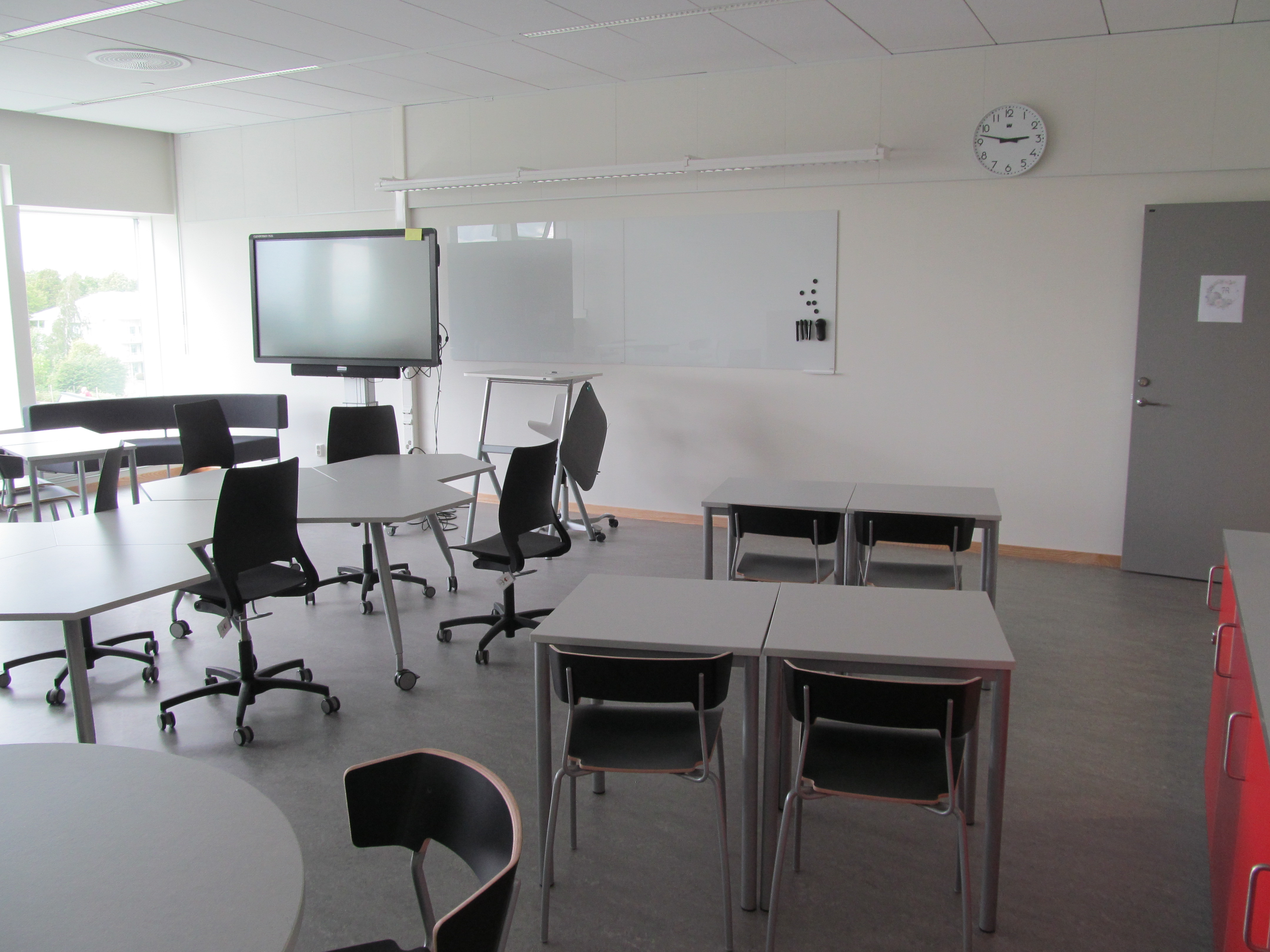
Aula con diferentes formatos de mesas y equipos audiovisuales
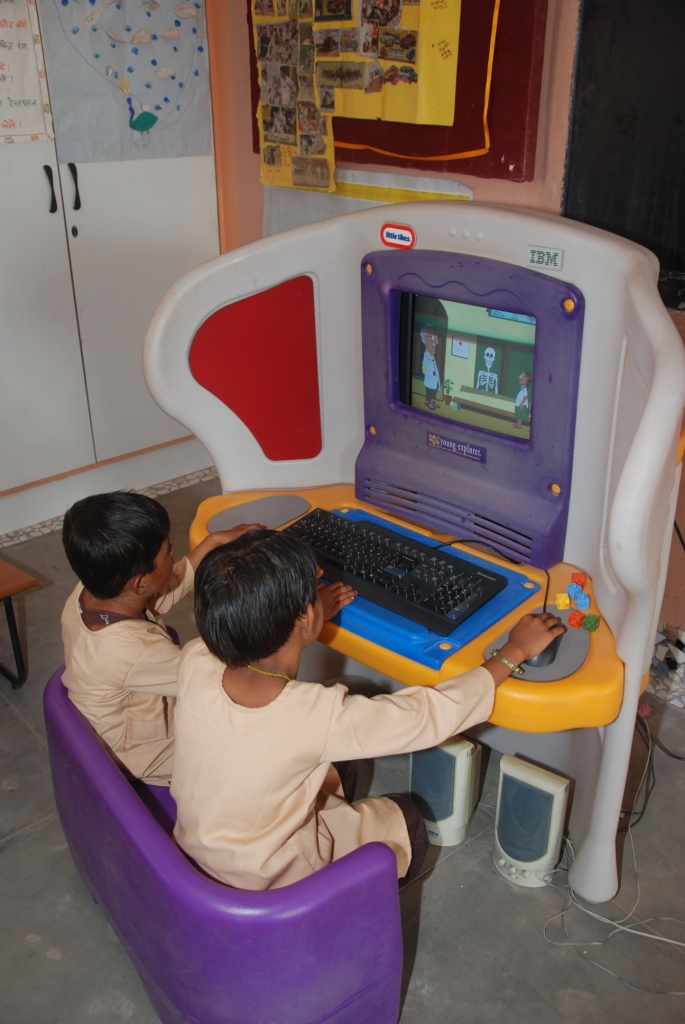
Aula infantil con ordenadores
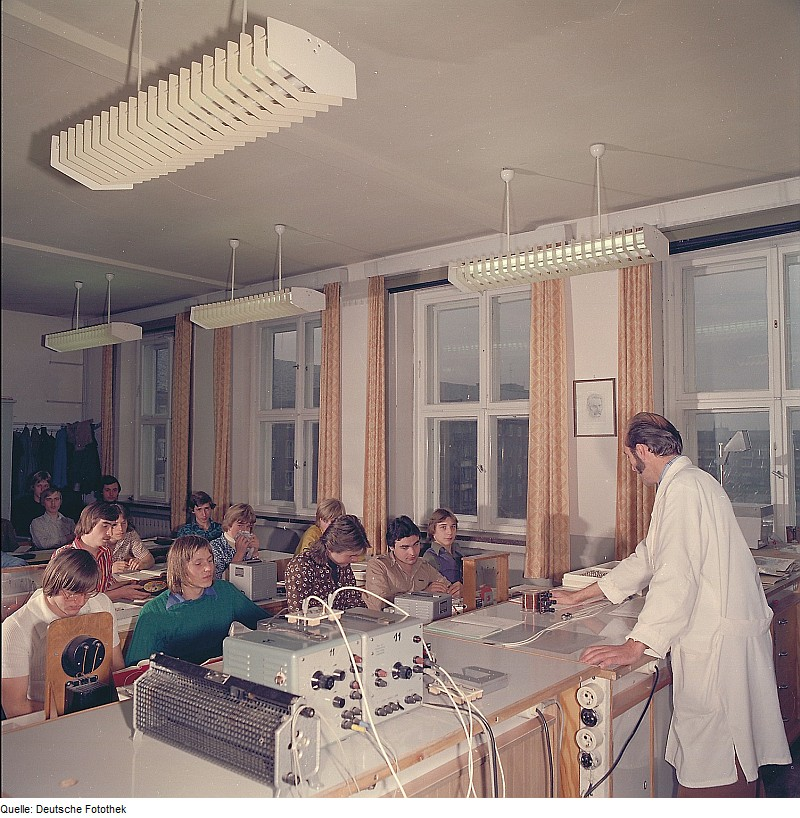
Aula de electrónica, 1979
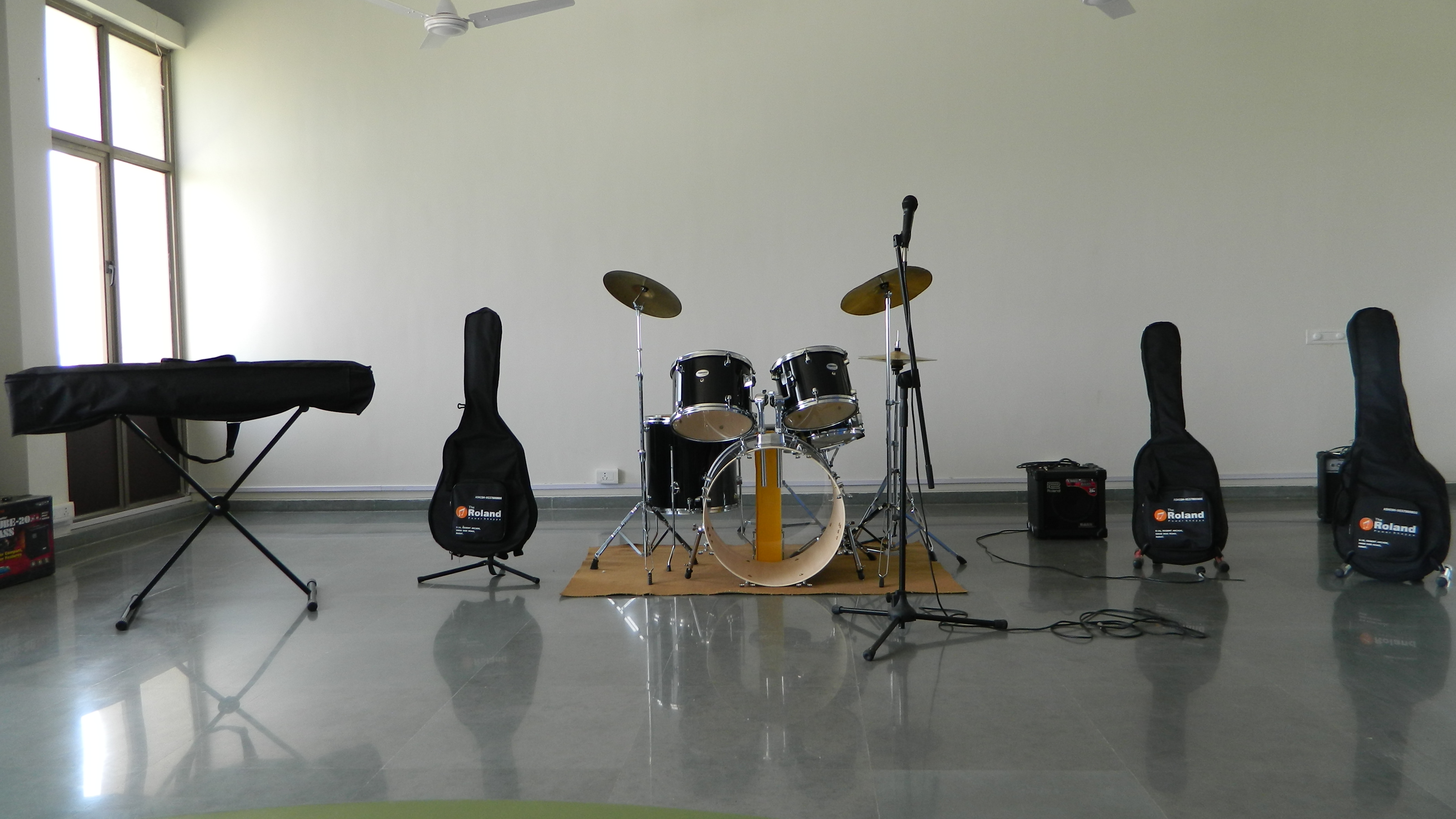
Laboratorio de música